# Megálo Peristéri
Megálo Peristéri (Megalo Peristeri) är en ort i Grekland.   Den ligger i prefekturen Nomós Ioannínon och regionen Epirus, i den centrala delen av landet, 300 km nordväst om huvudstaden Aten. Megálo Peristéri ligger 1 017 meter över havet och antalet invånare är 310.
Terrängen runt Megálo Peristéri är kuperad västerut, men österut är den bergig.  Trakten runt Megálo Peristéri är nära nog obefolkad, med mindre än två invånare per kvadratkilometer. Närmaste större samhälle är Ioánnina, 19,0 km väster om Megálo Peristéri. Trakten runt Megálo Peristéri består till största delen av jordbruksmark.